# فولفغانغ فونكل
فولفغانغ فونكل (بالألمانية: Wolfgang Funkel)‏ هو لاعب كرة قدم ومدرب كرة قدم ألماني في مركز الدفاع، ولد في 10 أغسطس 1958 في نويس في ألمانيا. شارك مع منتخب ألمانيا تحت 21 سنة لكرة القدم ومنتخب ألمانيا الأولمبي لكرة القدم ومنتخب ألمانيا لكرة القدم. أما مع النوادي، فقد لعب مع روت فايس أوبرهاوزن ونادي أوردينغن 05 ونادي كايزرسلاوترن.

## وصلات خارجية
- فولفغانغ فونكل على موقع قاعدة بيانات كرة القدم.إي يو (الإنجليزية)
- فولفغانغ فونكل على موقع بيانات كرة القدم. دي إي (الألمانية)
- فولفغانغ فونكل على موقع ناشيونال فوتبول تيمز (الإنجليزية)
- فولفغانغ فونكل على موقع عالم كرة القدم.نت (الإنجليزية)
- فولفغانغ فونكل على موقع أوليمبيديا (الإنجليزية)